# Maria Grazia Rocchi
Maria Grazia Rocchi (Casciana Terme, 19 aprile 1955) è una politica italiana.

## Biografia
Alle elezioni politiche del 2013 viene eletta deputata della XVII legislatura della Repubblica Italiana nella circoscrizione XII Toscana per il Partito Democratico.